# Miriam Elling
Miriam Elling (* 14. April 1984) ist eine ehemalige deutsche Fußballspielerin.

## Karriere

### Vereine
Die 177 cm große Torhüterin spielte bis 2000 für den TuS Neuenkirchen, einem im gleichnamigen Doppelort ansässigen Mehrspartenverein Fußball, bevor sie zur Saison 2000/01 vom Bundesligaaufsteiger FFC Heike Rheine verpflichtet wurde. Für diesen bestritt sie in der höchsten Spielklasse im deutschen Frauenfußball bis Saisonende 2003/04 25 Punktspiele. Sie debütierte am 10. Dezember 2000 (8. Spieltag) beim 3:1-Sieg im Auswärtsspiel gegen den FSV Frankfurt. Ihr letztes Punktspiel am 10. April 2004 (5. Spieltag) bei der 1:4-Niederlage im Auswärtsspiel gegen den FCR 2001 Duisburg war zugleich auch ihr einziges Saisonspiel; mit dem dritten Platz erreichte sie mit der Mannschaft die beste Platzierung.
In der Saison 2004/05 gehörte sie dem Ligakonkurrenten 1. FFC Frankfurt an, kam jedoch in keinem Punktspiel zum Einsatz und wurde – als Teil der Mannschaft – dennoch Deutscher Meister. Danach gehörte sie deren zweite Mannschaft in der 2. Bundesliga Süd an. Am 14. August 2005 (1. Spieltag) kam sie bei der 2:6-Niederlage im Heimspiel gegen den TuS Niederkirchen zum Einsatz und wurde im Verlauf der zweiten Halbzeit wegen einer Notbremse mit der Roten Karte des Spielfeldes verwiesen. In ihrer letzten Saison als Fußballspielerin gehörte sie der zweiten Mannschaft des FFC Heike Rheine in der drittklassigen Regionalliga West an.

### Nationalmannschaft
Für die U19-Nationalmannschaft bestritt sie im Jahr 2002 15 Länderspiele. Sie debütierte als Nationalspielerin am 20. Februar beim 2:2-Unentschieden im Testspiel gegen die italienische Auswahl mit Einwechslung für Nadine Nünnke zur zweiten Halbzeit.
Mit ihr nahm sie an der vom 2. bis 12. Mai 2002 in Schweden ausgetragenen Europameisterschaft teil. Sie bestritt einschließlich des in Helsingborg ausgetragenen Finales, das mit 3:1 gegen die Auswahl Frankreichs gewonnen wurde, alle fünf Turnierspiele. Ferner nahm sie an der vom 17. August 2002 bis 1. September 2002 in Kanada ausgetragenen Weltmeisterschaft teil und bestritt einschließlich des mit 4:3 im Elfmeterschießen gegen die Auswahl Brasiliens gewonnenen Spiel um Platz 3 alle sechs Turnierspiele.

## Erfolge
Vereine
- Deutscher Meister 2005 (ohne Einsatz)

Nationalmannschaft
- Dritter der U19-Weltmeisterschaft 2002
- U19-Europameister 2002